# Набір записів (шаблон проєктування)
Набір записів (англ. Record Set) — шаблон проєктування, який дозволяє представити дані із бази даних в аплікації.

## Опис
Для представлення даних із реляційної бази даних існує безліч фрейморків.
Суть даного шаблону у представлені структури даних, яка виглядає точно так же як і результат SQL-запиту.